# Implante cerebral
Un implante cerebral, a menudo denominado implante neural, es un dispositivo tecnológico que se conecta directamente al cerebro de un sujeto biológico —por lo general, se coloca en la superficie del cerebro, o conectado a la corteza cerebral—.
Un objetivo común de los implantes cerebrales modernos y de la investigación actual es desarrollar una prótesis biomédica que permita reemplazar zonas del cerebro que se han vuelto disfuncionales a causa de lesiones en la cabeza o accidentes cerebrovasculares. Esto incluye la sustitución sensorial, por ejemplo, en la visión. Otros implantes cerebrales se utilizan en experimentos con animales simplemente para registrar la actividad cerebral, por razones científicas. Algunos implantes cerebrales requieren la creación de interfaces entre sistemas neurales y chips de computadoras. Este tema forma parte de un campo de investigación más amplio llamado interfaces cerebro-ordenador. (La investigación de interfaces entre el cerebro y el ordenador también incluye tecnología como la de matrices de electroencefalografía (EEG) que permiten hacer de intermediarios entre la mente y la máquina, pero no requieren la implantación directa de un dispositivo).
Los implantes neuronales como la estimulación cerebral profunda y la estimulación del nervio vago se están convirtiendo en soluciones rutinarias para pacientes con enfermedad de Parkinson y depresión clínica, respectivamente, lo que demuestra su valor y utilidad para personas con enfermedades que anteriormente se consideraban incurables.

## Propósito
Los implantes cerebrales estimulan eléctricamente, bloquean o registran (o simultáneamente registran y estimulan) señales de neuronas individuales o grupos de neuronas (circuitos neuronales) en el cerebro. La técnica de bloqueo se llama bloqueo intra-abdominal vagal. Esto sólo puede hacerse cuando las asociaciones funcionales de estas neuronas son aproximadamente conocidas. Debido a la complejidad del procesamiento neuronal y la falta de acceso a señales relacionadas con acciones potenciales utilizando técnicas de neuroimagen, el uso de implantes en el cerebro se ha visto seriamente limitada hasta los avances recientes en neurofisiología y el aumento en el poder de procesamiento de las computadoras.

## Investigación
Las investigaciones sobre sustitución sensorial han avanzado en los últimos años. Sobre todo en cuanto a la visión, debido al conocimiento del funcionamiento del sistema visual, los implantes oculares (a menudo con algunos implantes cerebrales o de vigilancia) se han aplicado con éxito demostrado. Para la audición, los implantes cocleares se usan para estimular directamente el nervio auditivo. El nervio vestibulococlear es parte del sistema nervioso periférico, pero la interfaz es similar a la de los implantes en el cerebro verdaderos.
Múltiples proyectos han demostrado éxito en la grabación de las actividades cerebrales de los animales durante largos períodos de tiempo. Ya en 1976, los investigadores del National Institute of Health (NIH) dirigidos por Eduardo Schmidt hicieron grabaciones del potencial de acción del córtex motor de mono Rhesus utilizando electrodos tipo «alfiler» inamovibles, incluyendo la grabación de neuronas individuales durante más de 30 días y grabaciones consistentes durante más de tres años mediante el uso de mejores electrodos.
Los electrodos «alfiler» estaban hechos de iridio puro y aislados con Parylene-C, materiales que se utilizan actualmente en la matriz ciberkinética de Utah. Estos mismos electrodos, o derivaciones de los mismos utilizando los mismos materiales de electrodos biocompatibles, se utilizan actualmente en los laboratorios de prótesis visual, los laboratorios que estudian las bases neurales del aprendizaje y prótesis motoras distintas de las sondas ciberkinéticas.

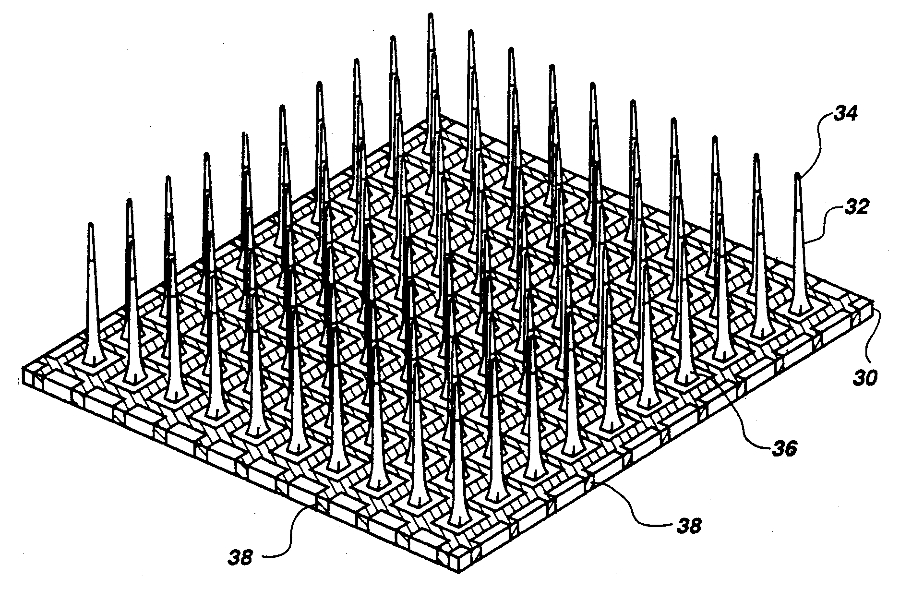
Esquema de la matriz del Electrodo «Utah».

Una serie de electrodos alternativos incluyen las «Sondas de Míchigan», las matrices de micro-alambres que fueran utilizadas por primera vez en el MIT, y las FMAs de MicroProbe que surgieron de la colaboración en proyectos de prótesis visual entre Phil Troyk, Bradley David, y Bak Martin.
Otros grupos de laboratorio producen sus propios implantes para proporcionar capacidades únicas no disponibles en los productos comerciales.
Los avances incluyen estudios sobre el proceso de recableado funcional del cerebro mediante el aprendizaje de una discriminación sensorial, control de dispositivos físicos por los cerebros de ratas, monos controlando brazos robóticos, control remoto de dispositivos mecánicos por parte de monos y seres humanos, el control remoto a través de los movimientos de las cucarachas, transistores de neuronas en electrónica para sangüijuelas, el primer uso informado de la matriz de Utah en un ser humano para señalización bidireccional.

Actualmente, un número de grupos están realizando implantes preliminares de prótesis motoras en seres humanos. Estos estudios se encuentran en la actualidad limitados a unos pocos meses a causa de la longevidad de los implantes.[¿cuándo?]

## Rehabilitación
Los marcapasos cerebrales han estado en uso desde 1997 para aliviar los síntomas de enfermedades como la epilepsia, la enfermedad de Parkinson, la distonía y la depresión reciente.
Los implantes cerebrales actuales están hechos de una variedad de materiales tales como tungsteno, silicio, platino-iridio, o incluso acero inoxidable. Los implantes cerebrales futuros podrán hacer uso de materiales más exóticos tales como fibras de carbono a nanoescala (nanotubos) y uretano policarbonato.
La  École Polytechnique Fédérale de Lausanne (EPFL), en Suiza, publicó en la revista Nature, en mayo de 2023, que permitió a un hombre de 40 años, paralizado desde las caderas hacia abajo durante 12 años, ponerse de pie, caminar y subir una rampa. 
Esto se logró colocando implantes electrónicos en su cerebro y columna vertebral, que comunican pensamientos de manera inalámbrica a sus piernas y pies.
En 2024 se comunicó que se implantó un pequeño chip sellado herméticamente en el cerebro de un paciente. 
El chip estaba conectado a 1.024 electrodos, no más gruesos que un cabello humano, y funcionaba con una batería que se podía recargar de forma inalámbrica. 
Esto crearía una interfaz con una computadora externa, permitiéndole teóricamente enviar y recibir señales.

## Historia de la investigación de los implantes cerebrales
En 1870, Eduard Hitzig y Fritsch Gustav demostraron que la estimulación eléctrica del cerebro de los perros podía producir movimientos. Robert Bartholow mostró que el mismo tipo de comportamiento ocurre en los seres humanos en 1874. A principios del siglo XX, Fedor Krause empezó a mapear sistemáticamente las áreas del cerebro humano, con pacientes que se habían sometido a una cirugía cerebral.
Una serie de importantes investigaciones se realizaron durante la década de 1950. Robert G. Heath experimentó con enfermos mentales agresivos, con el objetivo de influir en los estados de ánimo de éstos a través de la estimulación eléctrica.
En la Universidad Yale, el fisiólogo José Manuel Rodríguez Delgado demostró el control limitado de comportamientos tanto de animales como de humanos utilizando la estimulación electrónica. Él inventó el stimoceiver o «estimulador transdermal», un dispositivo implantado en el cerebro para transmitir impulsos eléctricos que modifican comportamientos básicos como la agresión o las sensaciones de placer.
Posteriormente Delgado escribiría un libro de divulgación sobre el control mental, titulado Control Físico de la Mente (Physical Control of the Mind), donde afirmó: «se ha demostrado la viabilidad del control remoto de las actividades en varias especies de animales […]. El objetivo final de esta investigación es proporcionar una comprensión de los mecanismos involucrados en el control direccional de animales y disponer de sistemas prácticos adecuados para la aplicación a humanos».
En la década de 1950, la CIA también financió la investigación sobre técnicas de control mental, a través de programas como la Operación MK Ultra. Tal vez debido a que recibió financiación para una investigación a través de la Oficina de Investigación Naval de Estados Unidos, se ha sugerido (pero no probado) que Delgado también recibió respaldo de la CIA. Él negó esta afirmación en un artículo del año 2005 en la revista Scientific American, lo describió sólo como una especulación de los teóricos de la conspiración. Declaró que su investigación era sólo motivada por el progreso científico para entender el funcionamiento del cerebro.

## Consideraciones éticas
Mientras que la estimulación cerebral profunda es cada vez más habitual para pacientes con la enfermedad de Parkinson, puede haber algunos efectos secundarios de comportamiento. Los informes en la literatura describen la posibilidad de apatía, alucinaciones, ludopatía, hipersexualidad, disfunción cognitiva y depresión. Sin embargo, estos efectos pueden ser temporales y estar relacionados con la correcta colocación y calibración del estimulador siendo así potencialmente reversibles.
Algunos transhumanistas, como Raymond Kurzweil y Kevin Warwick, consideran a los implantes en el cerebro como parte de un próximo paso en el progreso y la evolución de los seres humanos, mientras que otros, especialmente los bioconservadores, lo ven como algo antinatural, con la humanidad perdiendo sus cualidades humanas esenciales. Se plantea una controversia similar a las existentes en cuanto a otras formas de mejoramiento humano. Por ejemplo, se afirma que los implantes técnicamente son similares a modificar a las personas y convertirlas en organismos cibernéticos (cíborgs). Algunos implantes le producen miedo a las personas ya que afirman que se pueden utilizar para el control mental, por ejemplo, para cambiar la percepción humana de la realidad.

## Implantes cerebrales en la ficción y en la filosofía
Los implantes cerebrales son ahora parte de la cultura moderna, pero había tempranas referencias filosóficas de importancia tan atrás como René Descartes.
En 1638, su Discurso del método, en un estudio en demostrar la existencia propia, Descartes escribió que una persona no sabría si un espíritu maligno había atrapado en su mente un cuadro negro y estaba controlando todas las entradas y salidas. El filósofo Hilary Putnam proporciona un paralelo moderno del argumento de Descartes en su libro Cerebro en una cubeta de 1989, donde se sostiene que los cerebros que fueron alimentados con una entrada directa desde el ordenador y no se conoce el engaño de la realidad.
La Ciencia ficción popular y su discusión sobre los implantes en el cerebro y el control mental fue generalizada en el siglo XX, a menudo con una visión distópica. La literatura en la década de 1970 se adentró en el tema, incluyendo El hombre terminal de Michael Crichton, donde un hombre que sufría de daño cerebral recibe un implante cerebral experimental quirúrgico diseñado para prevenir las convulsiones, que abusa de su activación para el placer.
El temor de que la tecnología vaya a ser mal utilizada por el gobierno y los militares es un tema de principios. En la serie del año 1981 de la BBC The Nightmare Man se vincula al piloto de un mini submarino de alta tecnología a su oficio a través de un implante en el cerebro, sin el cual se convierte en un asesino salvaje.
Tal vez la novela más influyente explorar el mundo de los implantes cerebrales fue la novela del año 1984 de William Gibson llamada Neuromante. Esta fue la primera novela de un género que llegó a ser conocido como «ciberpunk». Narra la historia de un hacker informático siguiéndolo a través de un mundo donde los mercenarios aumentan sus capacidades con los implantes cerebrales para mejorar su fuerza, su visión, su memoria, etc. Gibson acuña el término «matriz» (matrix), e introduce el concepto de jackin in para los implantes en la cabeza o realizados con electrodos directos. También explora las posibles aplicaciones de entretenimiento de implantes en el cerebro, como el simstim (estimulación simulada) que es un dispositivo que se utiliza para grabar y reproducir experiencias.
La obra de Gibson llevó a una explosión en las referencias de la cultura popular a los implantes cerebrales. Sus influencias se dejan sentir, por ejemplo, con el juego de rol Shadowrun del año 1989, que tomó su término datajack para describir una interfaz cerebro-ordenador. Los implantes en las novelas de Gibson y cuentos forman el argumento para la película de 1995 Johnny Mnemonic y más tarde, para la trilogía de Matrix.
The Gap Cycle (The Gap into): en la serie de novelas de Stephen Reeder Donaldson, el uso (y abuso) de la tecnología del «implante zonal» es clave para varias líneas argumentales.
En la literatura Pulp con implantes o implantes cerebrales que incluyen las series de novelas Typers, películas como Spider-Man 2, la serie de televisión Earth: Final Conflict, y numerosos juegos para computadora o videojuegos.
En Ghost in the Shell la franquicia de anime y manga: el aumento de la tecnología de cibercerebro es el foco argumental. Los implantes de ordenadores potentes proporcionan a los implantados una capacidad enorme de aumento de memoria, recuerdos totales, así como la posibilidad de ver sus propios recuerdos en un dispositivo de visualización externo. Los usuarios también pueden iniciar una conversación telepática con los usuarios de otros cibercerebros, y las desventajas son la piratería de alteración maliciosa de la memoria del cibercerebro, y la distorsión deliberada de la realidad subjetiva y de la experiencia.
En los videojuegos PlanetSide y Chrome, los jugadores pueden usar implantes para mejorar su objetivo, correr más rápido y ver mejor, junto con otras mejoras.
El la serie de videojuegos Deus Ex se aborda la naturaleza y el impacto del perfeccionamiento humano con respecto a una amplia variedad de implantes de prótesis y en el cerebro. Deus Ex: Human Revolution, ambientada en el año 2027, detalla el impacto en la sociedad de la aumentación humana y la controversia que podría generar. Varios personajes en el juego se han implantado neurochips para ayudar a sus profesiones (o a sus caprichos). Los ejemplos son el de un piloto de helicóptero con chips implantados para mejorar el pilaje de la aeronave y analizar las trayectorias de vuelo, la velocidad y la conciencia espacial; así como un pirata con una interfaz cerebro-ordenador que permite el acceso directo a las redes informáticas y también para actuar como un ser humano «proxy» permitiendo que un individuo en una ubicación remota pueda controlar sus acciones. El juego plantea la cuestión de las desventajas de este tipo de aumento para aquellos que no pueden pagar las mejoras y rápidamente se encuentran en gran desventaja contra las personas con aumento artificial de sus capacidades. El espectro de verse obligados a tener mejoras mecánicas o electrónicas sólo para conseguir un puesto de trabajo también es explorado. La historia aborda el efecto del rechazo del implante mediante el uso de «Neuropozyne», la droga ficticia que descompone el tejido glial y también es ferozmente adictiva, dejando a las personas que tienen ciertos aumentos sin más remedio que seguir comprando el medicamento de empresas de biotecnología que controlan el precio de la misma. Sin la droga, la gente aumentada tiende a experimentar el rechazo de los implantes, dolor incapacitante y hasta la posible muerte.

### Películas
- Brainstorm (1983): el ejército intenta tomar el control de una nueva tecnología que puede grabar y transferir pensamientos, sentimientos y sensaciones.
- Johnny Mnemonic (1995): el personaje principal actúa como un «mensajero mnemotécnico» por medio de un implante de almacenamiento en el cerebro, lo que le permite llevar información sensible sin ser detectado entre las partes.
- South Park: Bigger, Longer & Uncut (1999): el implante «V-chip» es un implante satírico para niños malhablados, y sirve a un propósito relacionado con el verdadero V-chip (que libera una descarga eléctrica al niño cuando dice groserías).
- The Manchurian Candidate (2004): como un medio de control de la mente, el aspirante presidencial Raymond Shaw, sin saberlo, tiene un chip implantado en su cabeza por Manchurian Global, una organización ficticia geopolítica destinada a la fabricación de piezas de las células durmientes del gobierno, o títeres para su adelanto monetario.

El éxito de taquilla extrema de las películas de Matrix, en combinación con las anteriores referencias de ciencia ficción, han hecho que los implantes cerebrales omnipresentes en la literatura popular.

### Televisión
- Blake's 7: un personaje tiene un implante en el cerebro que se supone que previene futuras agresiones después de haber sido declarado culpable de matar a un oficial de la opresiva Federación.
- Dollhouse: los implantes llamados «arquitectura activa» están incrustadas en el cerebro de los «activos», las personas que se borran después de los compromisos sus los clientes para diversos fines. En Dollhouse los principios activos se liberan después de 5 años de «servicio», a menudo a cambio de la fijación de un problema que poseen, es decir, por esquizofrenia, depresión o trastorno de estrés postraumático.
- Dark Angel: el uso notorio por parte de las personas de los neuro-implantes Serie Roja empujado en su tronco cerebral en la base de su cráneo a un amplificador de ellos y el hiper-adrenalizador logran hacerlos casi imparables. Por desgracia, los efectos de la implantación queman su sistema de entre seis meses a un año y los matará.
- The X-Files (episodio de Duane Barry): la agente del FBI, Dana Scully, descubre un implante fijado debajo de la piel en la parte posterior de su cuello que puede leer cada pensamiento y cambio de su memoria a través de señales eléctricas que alteran la química del cerebro.
- Star Trek: los miembros del colectivo Borg están equipados con implantes cerebrales que los conectan a la conciencia colectiva Borg.
- Fringe: los Observadores utilizan como una aguja un implante autoguiado que les permite leer las mentes de los demás a expensas de la emoción. El implante también permite la teletransportación de corto alcance y el aumento de la inteligencia.